# Pedro Ortiz de Zárate i Giovanni Antonio Solinas
Pedro Ortiz de Zárate (ur. 29 czerwca 1626 w San Salvador de Jujuy, zm. 27 października 1683 w San Ramón de la Nueva Orán) – argentyński duchowny katolicki, męczennik i Giovanni Antonio Solinas (ur. 15 lutego 1643 w Oliena, zm. 27 października 1683 w San Ramón de la Nueva Orán) – włoski duchowny katolicki, jezuita, męczennik. Błogosławieni Kościoła katolickiego. Zostali zamordowani po tym, jak dwa plemiona tubylców postanowiły ich oszukać, aby głosili kazania i pracowali w ich wiosce, a następnie wpadli w zasadzkę i zabili obu księży.
Pedro Ortiz de Zárate urodził się 29 czerwca 1626 w północno-zachodniej Argentynie, zanim się ożenił i miał dwójkę dzieci, pełnił lokalną funkcję samorządową. Owdowiał i postanowił wstąpić do kapłaństwa, kiedy jego dwaj synowie byli już wystarczająco dorośli, aby poradzić sobie z tą zmianą; był znanym kaznodzieją i wyobrażał sobie, że będzie nawracał i głosił kazania wśród miejscowych plemion argentyńskich. Giovanni Antonio Solinas urodził się 15 lutego 1643 we włoskiej Sardynii. W wieku 20 lat wstąpił do jezuitów i wyruszył na misje argentyńskie wraz z trzema towarzyszami i przenosił się z miejsca na miejsce, zanim osiadł w prowincji Salta.
Zárate ożenił się po raz pierwszy jako nastolatek i został księdzem po tym, jak owdowiał po około dziesięciu latach małżeństwa. Przykład otaczających go księży i biskupów utwierdził go w zamiarze zostania księdzem, ale najpierw musiał zapewnić babce macierzystej opiekę nad swoimi dwoma synami, podczas gdy on kontynuował edukację kościelną. Stał się wybitną postacią w lokalnych apostolatach i był najbardziej znany ze swoich kontaktów z miejscowymi wspólnotami tubylczymi. Solinas służył w lokalnych misjach w Paragwaju, zanim osiadł w Argentynie z identycznym pragnieniem szerzenia przesłania Ewangelii wśród miejscowych plemion tubylczych.
Rankiem 27 października 1683 w forcie San Miguel w dolinie Zenta księża Pedro Ortiz de Zárate i Giovanni Antonio Solinas odprawiali Mszę św. i byli z osiemnastoma świeckimi, w tym z niektórymi nawróconymi tubylcami, gdy nagle zostali otoczeni i wpadli w zasadzkę prawie stu pięćdziesięciu tubylców. Tubylcy, udając pokojowe podejście do nowo wybudowanej kaplicy Najświętszej Maryi Panny, nagle zaatakowali i zabili ich. Grupa została zabita włóczniami i siekierami, a ich szczątki rozczłonkowane i z odciętymi głowami. Okaleczone zwłoki zostały odnalezione następnego dnia przez naocznych świadków, którzy opowiedzieli o tym wydarzeniu.
Proces beatyfikacyjny dwóch zabitych księży rozpoczął się po ich śmierci, ale napotkał na początkową przeszkodę, gdy diecezja Orán została zmuszona do rezygnacji z osiemnastu innych zabitych z powodu braku dokumentacji historycznej na ich temat. Dzięki temu proces beatyfikacyjny obu Sług Bożych mógł być kontynuowany bez przeszkód, mimo kilku dodatkowych przeszkód. 13 października 2021 papież Franciszek podpisał dekret uznający ich męczeństwo co otwiera drogę do ich beatyfikacji.
2 lipca 2022 kard. Marcello Semeraro, prefekt dykasterii ds. kanonizacyjnych w imieniu papieża Franciszka, podczas uroczystej eucharystii w San Ramón de la Nueva Orán w Argentynie dokonał uroczystego aktu ogłaszając dwóch męczenników błogosławienionymi Kościoła katolickiego.
Ich wspomnienie liturgiczne obchodzone jest 27 października.